# قشلاق (سراب)
قشلاق هي قرية في مقاطعة سراب، إيران. عدد سكان هذه القرية هو 137 في سنة 2006.